# Агдабанчай
Агдабанчай (азерб. Ağdabançay) — река в Кельбаджарском районе Азербайджанской Республики. Левый приток Тартарчая, притока Куры.

## Сведения
Река длиной 19 км, протекает по Кельбаджарскому району. Начинается к югу от горного озера Караголь, течёт в общем юго-восточном направлении. В среднем и нижнем течении реки её долина поросла буково-грабовым лесом. В низовьях по правему берегу — населённый пункт Чапар. Впадает в Тертер в Гетаване.